# Красногрудый плодоед
Красногрудый плодоед (лат. Pyroderus scutatus) — южноамериканский вид воробьинообразных птиц из семейства котинговых (Cotingidae), выделяемый в монотипический род Pyroderus. Птицы обитают в засушливых низменных и горных лесах. Длина тела — 35,5—43 см; самки меньше самцов. Птицы весят примерно 325 грамм. Голос птиц тихий. В горах Анд встречается на высоте до 2200 метров над уровнем моря. Оперение птиц почти чёрное с контрастно оранжевыми горлом и грудью; живот пёстрый с каштановым. У самцов клюв голубовато-серый, у самок — тёмный.

## Подвиды
- Pyroderus scutatus occidentalis — восточные Анды и западные склоны центральных Анд Колумбии, а также склоны северо-запада Эквадора[1];
- Pyroderus scutatus granadensis — Сьерра-де-Париха (на границе Колумбии и Венесуэлы), север и запад Венесуэлы, а также восточные Анды восточные склоны центральных Анд Колумбии[1];
- Pyroderus scutatus masoni — Анды севера и центральной части Перу[1];
- Pyroderus scutatus orenocensis — восточная Венесуэла (северо-восток Боливар) и сопредельная северная Гвиана[1];
- Pyroderus scutatus scutatus — юго-восток Бразилии, восток Парагвая и северо-восток Аргентины (Мисьонес)[1].